# شمس‌آباد (آشار)
شمس‌آباد، روستایی در دهستان ایرافشان بخش آشار شهرستان مهرستان در استان سیستان و بلوچستان ایران است.

## جمعیت
بر پایه سرشماری عمومی نفوس و مسکن در سال ۱۳۹۵، جمعیت این روستا برابر با ۹۵ نفر (۲۰ خانوار) بوده‌است.